# 拟钝齿冬青
拟钝齿冬青（学名：Ilex subcrenata）是冬青科冬青属的植物，为中国的特有植物。分布于中国大陆的广西等地，生长于海拔1,620米至2,150米的地区，多生长于密林下，目前已由人工引种栽培。